# Mistwalker
Mistwalker (ミストウォーカー?, Misutowōkā) è un'azienda giapponese dedita allo sviluppo di videogiochi con sede nella città di Tokyo, fondata nel 2004 da Hironobu Sakaguchi, il creatore della celebre serie Final Fantasy; Sakaguchi è anche il presidente dell'azienda, mentre Kensuke Tanaka è il vice-presidente.

## Storia
Nel 2004 Mistwalker ha annunciato lo sviluppo di tre nuovi videogiochi di ruolo, tra i quali Blue Dragon e Lost Odyssey, entrambi in esclusiva su Xbox 360; nel 2011 ha invece realizzato The Last Story, JRPG in esclusiva su Wii.
L'ultimo videogioco sviluppato, Fantasian, è un JRPG uscito su dispositivi mobile con sistema operativo proprietario di iOS.

## Videogiochi
| Titolo                       | Data di uscita    | Piattaforma/e | Nota        |
| ---------------------------- | ----------------- | ------------- | ----------- |
| Blue Dragon                  | 7 dicembre 2006   | Xbox 360      |             |
| ASH: Archaic Sealed Heat     | 4 ottobre 2007    | DS            |             |
| Lost Odyssey                 | 6 dicembre 2007   | Xbox 360      |             |
| Blue Dragon Plus             | 4 settembre 2008  | DS            |             |
| Away: Shuffle Dungeon        | 16 ottobre 2008   | DS            |             |
| Blue Dragon: Awakened Shadow | 8 ottobre 2009    | DS            |             |
| The Last Story               | 27 gennaio 2011   | Wii           |             |
| Party Wave                   | 1º ottobre 2012   | Android, iOS  | [ 3 ] [ 4 ] |
| Blade Guardian               | 1º ottobre 2012   | iOS           | [ 5 ] [ 6 ] |
| Terra Battle                 | 9 ottobre 2014    | Android, iOS  | [ 2 ]       |
| Terra Battle 2               | 21 settembre 2017 | Android, iOS  | [ 7 ]       |
| Terra Wars                   | 1º luglio 2019    | Android, iOS  |             |
| Fantasian                    | 2 aprile 2021     | iOS           |             |